# Bioštica
Bioštica (v srbské cyrilici Биоштица) je řeka v Bosně a Hercegovině. Dlouhá je 32,5 km.
Pramení pod horou Devetak na území opštiny města Sokolac, asi 4 km proti proudu od obce Knežina. Blízko jejího pramene se nachází i neprozkoumaná jeskyně, dnes chráněná jako speciální rezervace. Z Knežiny do vesnice Margetići teče řeka v úseku dlouhém asi 5 km. Protéká pomalu loukami a vytváří mírné meandry. Poté teče zhruba 10 km úzkým, kaňonovitým korytem. Během svého toku přibírá Bioštica vody z potoků a říček s názvy Kaljina, Kruševica, Dobrača a Razmjena. Před dosažením města Olovo je již poměrně vydatná. Část jejího údolí zde (Zeleni vir) je rovněž chráněná přírodní oblast.
V řece se vyskytuje pstruh a v 50. letech 20. století zde byl také vysazen lipan podhorní.
Ve městě Olovo se stéká s řekou Stupčanica a tím vzniká řeka Krivaja, přítok řeky Bosny.